# Nicolaas van Sassenheim
Nicolaas van Sassenheim (ca. 1200 – 19 januari 1269) werd in 1263 gekozen als 17de abt van het benediktijnerklooster te Egmond. Hij was de opvolger van abt Lubbert II (1240-1263). Hij overleed in 1269 en werd opgevolgd door abt Hendrik II (1269-ca. 1272). De laatste wordt ook wel Henrik II genoemd.

## Levensloop
Voordat Nicolaas van Sassenheim in 1263 tot abt van het klooster van Egmond werd verkozen, heeft hij mogelijk leiding gegeven aan de kloosterschool van Egmond en is hij persoonlijk belast geweest met het geschiedenis- en taalonderwijs. Daaraan voorafgaand heeft hij waarschijnlijk leiding gegeven aan het scriptorium en is hij ook persoonlijk belast geweest met het beheer van de Egmondse boeken en grafelijke oorkonden en akten. Abt Nicolaas van Sassenheim (van Zassenem) was voortgekomen uit de Hollandse adel. Hij was een zoon van ridder Dirk van Alkemade, die het Huis te Zassem bewoonde. Zijn oudste broer en erfopvolger van Dirk van Alkemade, Walewijn van Alkemade was getrouwd met Clara van Noordwijk, dochter van Willem van Noordwijk. Clara van Noordwijk werd na de dood van haar man Walewijn abdis van het benedictinessen-klooster van Rijnsburg (1257-1274). Ze was de moeder van Arend van Sassenheim, pastoor te Haarlem, eerst van de Mariakerk en daarna van de Grote of Oude St. Bavo en een tante van Gerard van Velsen, die in 1296 graaf Floris V vermoordde. Abt Nicolaas van Sassenheim was dus een zwager van abdis Clarissa van Noordwijk en heeroom van pastoor Arend van Sassenheim (OSB). Hij kreeg voor elkaar, dat het Huis te Zassenem langs de vrouwelijke lijn vererfd kon worden.

## Onderwijshervorming
Opmerkelijk is dat er rond de periode 1250-1270 in Egmond een verhoogde activiteit in de productie van geschiedenisboeken gezien wordt. Dit kan samenhangen met onderwijsvernieuwing. Aanvankelijk stonden de kloosterscholen alleen open voor de opleiding van religieuzen, maar de ontwikkeling van de steden bracht een nieuwe elite op de been, die behoefte had aan andersoortig onderwijs. Dat onderwijs was niet langer gericht op Bijbelkennis en levensbeschrijvingen (vitae) van heiligen, maar meer op de humaniora. Daarbij werd ook het Latijn in toenemende mate vervangen door de volkstaal, met als eerste stap de introductie van rijmkronieken als lesmiddel in het geschiedenis- en taalonderwijs. Aangezien deze omslag zich voor en rond het abbatiaat van Nicolaas van Sassenheim voordeed, kunnen we in hem wellicht een onderwijshervormer zien. In zijn tijd ontstond de Chronicon Egmundanum (Repertorium van Carasso-Kok nr. 138), volgens Bruch geschreven voor 1248, volgens Otto Oppermann tussen 1252 en 1255 en, omdat de naam van abt Nicolaas zelf op een lijst wordt vermeld, onder zijn opvolger Hendrik II (1269-1272). De lijst kan evenwel later zijn bijgewerkt met de vermelding van de inmiddels in 1269 overleden abt Nicolaas.

## Pedagoog van Floris V
Floris V had op tweejarige leeftijd zijn vader Willem II bij Hoogwoud verloren (verdronken) en op vierjarige leeftijd overleed zijn voogd Floris de Voogd. Zijn tante Aleidis van Henegouwen trad vervolgens op als voogdes. Zij werd daarbij geholpen door Hollandse en Zeeuwse edelen zoals veldmaarschalk Nicolaas van Cats, die we onder meer kennen als de latere beschermheer van Jacob van Maerlant en opdrachtgever van diens Spiegel Historiael (1284-1290). Er bestond een hechte band tussen het graafschap van Holland en het klooster van Egmond. Het ligt dan ook voor de hand, dat de monnik (later abt) Nicolaas van Sassenheim door tante Aleidis als geestelijk leidsman en pedagoog betrokken werd bij de opvoeding van de jonge graaf. Mogelijk hebben de hiervoor besproken geschriften daarbij een rol gespeeld. Hij verkeerde daarmee in het illustere gezelschap van adviseurs van graaf Floris V van de genoemde Nicolaas van Cats, Albrecht van Voorne en Wolfert van Borssele. Waarschijnlijk heeft hij in 1268 het huwelijk voltrokken tussen de toen 14-jarige graaf Floris V en zijn Brugse bruid Beatrijs van Vlaanderen.